# Lukman Haruna
Lukman Abdulkarim Haruna (Jos, Nigeria, 4 de diciembre de 1990) es un futbolista nigeriano que juega de centrocampista.

## Carrera internacional
Haruna jugó con las categorías inferiores de la selección de fútbol de Nigeria, hasta que en 2008 fue preseleccionado para la Copa de África 2008, aunque no llegó a ser convocado en la lista final. Finalmente haría su debut en un partido contra Sudán.
Fue convocado para la Copa Mundial de Fútbol de 2010, donde Nigeria fue eliminada en la fase de grupos. Logró marcar su primer gol en mayo de 2010 en un amistoso contra Colombia.

## Clubes
| Club                            | País       | Año       |
| ------------------------------- | ---------- | --------- |
| A. S. Mónaco F. C.              | Mónaco     | 2009-2011 |
| F. C. Dinamo Kiev               | Ucrania    | 2011-2016 |
| F. C. Hoverla Uzhhorod (cedido) | Ucrania    | 2015      |
| F. K. Anzhí Majachkalá (cedido) | Rusia      | 2015      |
| F. C. Astana (cedido)           | Kazajistán | 2016      |
| F. K. Palanga                   | Lituania   | 2018      |
| F. C. Ararat Ereván             | Armenia    | 2020      |

## Palmarés

### Títulos nacionales
| Título               | Club              | País    | Año  |
| -------------------- | ----------------- | ------- | ---- |
| Supercopa de Ucrania | F. C. Dinamo Kiev | Ucrania | 2011 |
| Copa de Ucrania      | F. C. Dinamo Kiev | Ucrania | 2014 |